# Боббі Сміт (хокеїст)
Роберт Девід Сміт (англ. Robert David Smith; 12 лютого 1958, м. Норт-Сідні (Нова Шотландія), Канада) — канадський хокеїст, центральний нападник. 
Виступав за «Оттава Сіксті-Севенс» (OMJHL), «Міннесота Норз-Старс», «Монреаль Канадієнс».
В чемпіонатах НХЛ — 1077 матчів (357+679), у турнірах Кубка Стенлі — 184 матчі (64+98).
У складі національної збірної Канади учасник чемпіонатів світу 1979 і 1982 (18 матчів, 6+8). У складі молодіжної збірної Канади учасник чемпіонату світу 1978.
Досягнення
- Бронзовий призер молодіжного чемпіонату світу (1978)
- Володар Кубка Стенлі (1986)

Нагороди
- Гравець року КХЛ (1978)
- Трофей Едді Паверса (1978)
- Трофей Реда Тілсона (1978)
- Пам'ятний трофей Колдера (1979)